# Enseigne de vaisseau de 1re classe
Enseigne de vaisseau de 1re classe est un grade militaire d'officier subalterne dans la marine de certains pays. Ce grade est équivalent à celui de lieutenant dans l’armée de terre ou l’armée de l’air.

## Belgique
Dans la composante maritime des forces armées belges, le grade d'enseigne de vaisseau (nl : Vaandrig-ter-zee) est le 2e grade d'officier subalterne. Il est supérieur au grade d'enseigne de vaisseau de 2e classe et inférieur au grade de lieutenant de vaisseau (et lieutenant de vaisseau de 1re classe).
Son insigne, sur la manche et sur l'épaule, est composé d'un galon et demi .
Son équivalent dans les autres composantes est : lieutenant.
|        |  |       |     |          |
| Marine |  | Terre | Air | Médicale |

On s'adresse à l'enseigne de vaisseau et au lieutenant en disant « lieutenant ».

## Canada

Insignes d'enseigne de vaisseau de 1re classe
Sub-Lieutenant

Dans la Marine royale canadienne des Forces armées canadiennes, le grade d'enseigne de vaisseau de 1re classe (sub-lieutenant en anglais) existe depuis 1996 pour le cadre des Instructeurs de Cadets et pour toute la Marine depuis 1998. Le grade était autrefois désigné par le terme de « sous-lieutenant de marine ». Son abréviation est « ens1 » et on s'adresse à lui en disant « enseigne ». Ce grade correspond à celui de lieutenant dans l'Armée canadienne et l'Aviation royale canadienne.
| Précédé par Enseigne de vaisseau de 2e classe | Enseigne de vaisseau de 1re classe | Suivi par Lieutenant de vaisseau |

### Insignes de grade
- Tenue de service courant :
  - épaulette rigide ;
  - manchons d'épaule ou épaulette molle.
- Tenue de mess :
  - en uniforme de mess, les officiers portent les insignes de grade de l'ancienne Marine royale du Canada, eux-mêmes modelés sur les insignes de la Royal Navy britannique ; il faut remarquer que l'insigne d'un enseigne de vaisseau de 1re classe ne se compose alors que d'un seul galon ; en effet, autrefois le grade d'enseigne de vaisseau de 2e classe n'existait pas.

## France

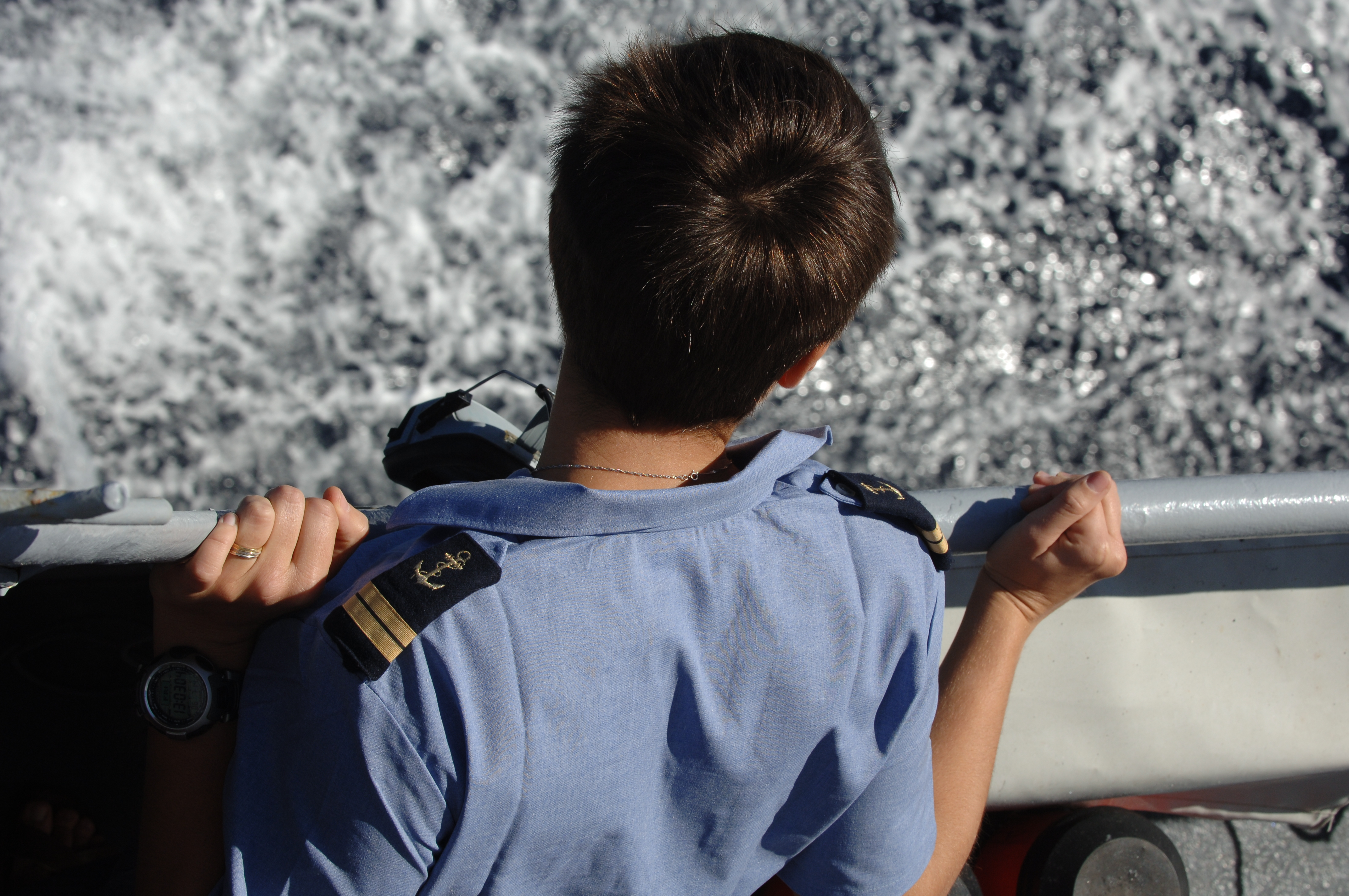
Un enseigne de vaisseau de 1re classe surveille la manœuvre depuis les ailerons du patrouilleur austral Albatros.

Dans la marine française, enseigne de vaisseau de 1re classe est un grade militaire correspondant à celui de lieutenant dans les autres armées et la Gendarmerie nationale. C'est le 2e grade du corps des officiers subalternes.
L'enseigne de vaisseau de 1re classe (abrégé « EV1 ») porte 2 galons dorés. On s'adresse à lui en disant « lieutenant ».

Enseigne de vaisseau de 1re classe « Lieutenant »

La promotion au grade d'EV1 a lieu automatiquement, au bout d'un an dans le grade d'enseigne de vaisseau de 2e classe.
| France                                        | Grades de la Marine nationale      |                                  |
| Précédé par Enseigne de vaisseau de 2e classe | Enseigne de vaisseau de 1re classe | Suivi par Lieutenant de vaisseau |